# دون لينكولن
دون لينكولن (بالإنجليزية: Don Lincoln) هو فيزيائي أمريكي، ولد في 1964 في نيويورك في الولايات المتحدة.

## وصلات خارجية
- الموقع الرسمي
- دون لينكولن على موقع IMDb (الإنجليزية)